# Discophallus myrtleae
Discophallus myrtleae är en insektsart som beskrevs av Andrej Vasiljevitj Gorochov 2009. Discophallus myrtleae ingår i släktet Discophallus och familjen Mogoplistidae. Inga underarter finns listade i Catalogue of Life.